# Maarten Vande Wiele
Maarten Vande Wiele, né le 7 octobre 1977 à Gand (province de Flandre-Orientale), est un illustrateur et auteur de bande dessinée belge néerlandophone. Il fait partie de la nouvelle vague des romanciers graphiques flamands apparue au début des années 2000.

## Biographie
Maarten Vande Wiele naît le 7 octobre 1977 à Gand.

### Jeunesse et débuts
Dès son plus jeune âge, il est fasciné par les paillettes et le glamour. Il adore regarder des feuilletons tels que Drôles de dames, Dynastie et Melrose Place et considère les histoires de femmes actives garces mais élégantes comme un plaisir coupable. Une autre passion sont les histoires d'horreur, comme The Vault of Horror d'EC Comics, les poupées Barbie et la franchise James Bond. Ses influences graphiques sont Charles Burns, Gemma Correll, Peter De Wit, Guy Delisle, Dupuy et Berberian, Matto, Hanco Kolk, Seth, Kirsten Ulve, Bastien Vivès. Il étudie l'animation à la Haute École de Gand, mais il s'oriente rapidement vers la photographie. Il obtient un master en arts décoratifs. Pendant l'année scolaire 2011-2012, il est également professeur d'art à l'académie des beaux-arts de Wetteren.

### Débuts
Il aborde la bande dessinée avec sa première œuvre qui est une bande dessinée photo basée sur la série télévisée Dynastie. Après avoir publié quelques bandes dessinées dans les magazines Beeldstorm et Zozolala, il attire l'attention des légendes néerlandaises de la bande dessinée Hanco Kolk et Peter De Wit, qui lui demandent de contribuer à leur série Pincet. C'est ainsi qu'est né le court récit Glamourissimo publié aux éditions De Plaatjesmaker en 2000. Il y aborde la vie décadente des femmes vivant dans la haute société. En 2004, il crée la parodie de Drôles de dames Best Girlfriends Forever 2000 dans la collection « Incognito » de l'éditeur éponyme. Ensuite, il réalise seul une série d'autres courts récits réunis dans le one shot Strip Noir publié aux éditions Bries en 2005. Il réalise l'adaptation en bande dessinée du thriller The Whistling Room de l'écrivain britannique William Hope Hodgson sur un scénario de Stefan Nieuwenhuis Dr. Carnacki, une bande dessinée psychédélique publiée en trois volumes de 2005 à 2006 chez le même éditeur. Il contribue également au magazine néerlandais pour filles Flo de l'éditeur Malmberg avec une bande dessinée sur un trio de filles de l'espace, Galaktika (2005-2008), sur des scénarios de Herman Roozen, puis de Mars Gremmen qui prend le relais.

### Romans graphiques

#### I Love Paris
Son œuvre la plus connue est I Love Paris (2008). Définie comme un roman graphique ordurier par l'auteur, la bande dessinée s'articule autour de trois jeunes femmes, l'Espoir, la Foi et la Chasteté, qui veulent réussir dans la jet set parisienne. L'intrigue s'inspire de deux livres, La Vallée des poupées de l'écrivaine américaine Jacqueline Susann (1966) et du roman Het Kreng de la dessinatrice de bande dessinée Erika Raven (2004). Il même réussit à sortir cette dernière de sa retraite volontaire et lui écrire le scénario. I Love Paris plonge au plus profond de sa relation antagoniste amour-haine avec le monde de la mode creux, mais morbidement attrayant. Il mêle le sexe, la drogue, les rumeurs, la chirurgie plastique, les combats de chats, le succès et l’échec. La suite, I Hate Paris (2009), poursuit sur la même voie, mais est écrit par Peter Moerenhout après le désistement d'Erika Raven ne montrant aucun intérêt pour l'écriture d'un autre scénario. Ces deux ouvrages sont traduits en français et réunis en un volume intitulé I fucking love Paris publié aux éditions Casterman en 2014,,,.

#### Monsieur Bermutier
Il sort Monsieur Bermutier, l'histoire d'un juge qui enquête sur un meurtre mystérieux. Ce nouveau roman graphique est une adaptation en bande dessinée de cinq histoires du romancier français Guy de Maupassant tirées de sa nouvelle Le Horla publié dans la collection « Univers d'auteur » aux éditions Casterman en 2014,,,.

#### Abba cherche Frida
Son projet suivant, Abba Zoekt Frida (2016), à trait aux membres d'un groupe de reprises d'Abba, The Honey Honeys, qui ont soudainement fait sensation. Mais tout ne va pas bien lorsque leur propre vie privée commence à refléter le déclin du groupe originel. Il en a eu l'idée après avoir vu un spectacle d'Abba Gold en hommage à Abba, se produire pendant les Fêtes gantoises. La traduction et la publication sous le titre Abba cherche Frida dans la collection « Héromytho » des éditions Vraoum se font la même année,,,,.

#### Zeep
En 2017, il sort seul Zeep, une allusion au terme anglais soap (savon), le premier tome d'un diptyque qui exprime son plaisir coupable pour des feuilletons kitsch comme Dynastie aux éditions Oogachtend. L'histoire tourne autour d'une secrétaire innocente, Barbra, qui se retrouve impliquée dans une longue série d'intrigues familiales. Il parsème son histoire de tous les clichés possibles des feuilletons : des combats de chats, de l'alcoolisme, des drames de mariage aux personnages qui reviennent soudainement de nulle part après une longue absence. Le deuxième tome paraît en 2019. Il enchaîne avec Madame Catherine l'année suivante chez le même éditeur.

#### Bungalow 5
En 2022, il publie une libre adaptation en bande dessinée du roman Le Temps de l'innocence d'Edith Wharton.
En 2018, il est récipiendaire du prix Plastieken Plunk pour le court récit Octopussy in 007 pages.
Selon le Fonds flamand des lettres : « La combinaison de dessins au stylisme saisissant et d'un fort sens de l'humour caractérise son travail. »

#### Autres travaux
En 2009, il fait partie des auteurs représentatifs de la nouvelle bande dessinée flamande qui est invitée d'honneur au Festival international de la bande dessinée d'Angoulême en 2009. En 2012, il est un des artistes à contribuer à l'artbook Building Bridges in Europe [« Construire des ponts en Europe »] publié par the European Association of National Builders’ Merchants Associations and Manufacturers (UFEMAT), où il réalise une planche sur le pont de la Constitution.
Il tient également son propre blog jusqu'en juillet 2017.
À l'occasion du 60e anniversaire de Gaston Lagaffe, il rend également hommage au personnage d'André Franquin dans l'album collectif Gefeliciflaterd ! publié aux éditions Dupuis en 2017.

## Œuvres

### Romans graphiques
- I fucking love Paris[4],[5],[6],[7], Casterman, Bruxelles, 12 mars 2014
Scénario : Peter Moerenhout, Erika Raven - Dessin : Maarten Vande Wiele - Couleurs : noir et blanc -  (ISBN 978-2-203-07863-5),Lettrage : Jean-Luc Ruault, traduction : Daniel Cunin. Autre format. 6 pages de biographie et remerciements en fin d'album.
- Monsieur Bermutier[8],[9],[10],[23], Casterman, coll. « Univers d'auteur », Bruxelles, 30 août 2014
Scénario, dessin et couleurs : Maarten Vande Wiele -  (ISBN 2-203-07864-2),Adapté de : Guy de Maupassant, Lettrage : Fanny Hurtrel, traduction : Daniel Cunin. Autre format.
- Abba cherche Frida[12],[13],[14],[15],[24], Vraoum, coll. « Héromytho », Paris, 21 septembre 2016
Scénario et dessin : Maarten Vande Wiele - Couleurs : quadrichromie -  (ISBN 9782365352499)

### Catalogues d'exposition
- Ceci n'est pas la BD Flamande[25] - La Flandre invitée d'honneur au Festival international de la bande dessinée d'Angoulême, Fonds flamand des lettres, Berchem, 2009
Scénario : Benoît Mouchart, Gert Meesters - Dessin : collectif - Couleurs : quadrichromie,Artistes : Serge Baeken, Randall Casaer, Constantijn Van Cauwenberge, Luc Cromheecke, Reinhart Croon, Steven Dhondt, Kim Duchateau, Brecht Evens, Stijn Gisquière, Inge Heremans, Jeroen Janssen, Philip Paquet, Gerolf Van de Perre, Pieter De Poortere, Olivier Schrauwen, Kristof Spaey, Simon Spruyt, Judith Vanistendael, Marnix Verduyn, Maarten Vande Wiele. (OCLC 901248335)

### Expositions

#### Expositions collectives
- Ceci n'est pas la BD flamande[20], Festival d'Angoulême 2009.
- Ceci n'est pas la BD flamande[26], Louvain du 13 février au 15 avril 2009.
- La nouvelle BD flamande, Centre belge de la bande dessinée, Bruxelles, du 19 septembre 2017 au 3 juin 2018[27].
- Together[28], centre culturel coréen de Bruxelles du 10 septembre au 30 octobre 2020.

## Prix et récompenses
- 2018 :  prix Plastieken Plunk (nl) pour Octopussy in 007 pages[1].